# Basketball-Bundesliga giocatore più migliorato
Il Basketball-Bundesliga giocatore più migliorato è stato il premio conferito dalla Basketball-Bundesliga al miglior giocatore maggiormente migliorato rispetto alla stagione precedente.

## Vincitori
| Stagione  | Nazionalità | Giocatore          | Squadra               |
| --------- | ----------- | ------------------ | --------------------- |
| 2005-2006 | Stati Uniti | Andrew Wisniewski  | Telekom Baskets Bonn  |
| 2006-2007 | Stati Uniti | Je'Kel Foster      | EnBW Ludwigsburg      |
| 2007-2008 | Stati Uniti | Bobby Brown        | ALBA Berlin           |
| 2008-2009 | Stati Uniti | Rocky Trice        | MEG Göttingen         |
| 2009-2010 | Stati Uniti | Taylor Rochestie   | BG 74 Göttingen       |
| 2010-2011 | Germania    | Philip Zwiener     | TBB Trier             |
| 2011-2012 | Germania    | Maik Zirbes        | TBB Trier             |
| 2012-2013 | Germania    | Dennis Schröder    | Phantoms Braunschweig |
| 2013-2014 | Germania    | Danilo Barthel     | Skyliners Frankfurt   |
| 2014-2015 | Germania    | Johannes Voigtmann | Skyliners Frankfurt   |